# История почты и почтовых марок Папуа — Новой Гвинеи
История почты и почтовых марок Папуа — Новой Гвинеи связана с периодами колониального раздела, управления Австралией восточной частью острова Новая Гвинея и независимости этой территории, обретённой ею в 1975 году.

## Краткий обзор
Территория Новой Гвинеи на севере находилась под контролем Германской империи, и соответственно её почтовые марки находились в обращении с 1888 по 1897 год. После 1897 года для этой колонии выпускались специальные марки, на которых было указано её название. После завоевания Австралией в 1914 году на остатках немецких колониальных марок и на некоторых австралийских марках были сделаны надпечатки. После того, как Территория Новая Гвинея по мандату Лиги Наций была передана Австралии, та организовала на Новой Гвинее почтовую связь и выпуск новых почтовых марок.
На юге, в Папуа, находившемся ранее под управлением Великобритании, в период с 1885 по 1901 год использовались почтовые марки Квинсленда. После создания Австралийского союза эмиссией знаков почтовой оплаты и организацией работы почты ведала австралийская администрация, а почтовые марки печатались в Брисбене, затем в Мельбурне.
Во Вторую мировую войну Новая Гвинея была оккупирована японцами, и гражданская администрация на Папуа была распущена в начале 1942 года. В послевоенное время, с 1945 до 1953 года, использовались почтовые марки Австралии, прежде чем две объединившиеся территории получили собственные марки. Впоследствии новое государственное образование получило почтовую и эмиссионную автономию и, наконец, в сентябре 1975 года — государственную независимость.

## Территория Новая Гвинея
С 1896 по 1945 год для этой территории всего было эмитировано 143 почтовых марки, 34 служебных и шесть марок для заказных писем. При этом на марках значились следующие надпечатки или надписи:
- Надпечатка на марках Германии: «Deutsch — Neu — Guinea» («Германская Новая Гвинея»). Надписи на марках: «Deutsch — Neu — Guinea» («Германская Новая Гвинея»). Надпечатка на марках Германской Новой Гвинеи: лат. «G. R. I.», что означает «Georgius Rex Imperator» («Георг, король и император») — в честь Георга V[3], короля Великобритании и императора Индии.
- Надпечатка на марках Австралии: «N. W. Pacific Islands» («Острова северо-западной части Тихого океана»). Надписи на оригинальных марках: «Territory of New Guinea» («Территория Новая Гвинея»); «Postage» («Почтовый сбор»). Надпечатки на марках: «Air mail» («Авиапочта»).

### Германская колония

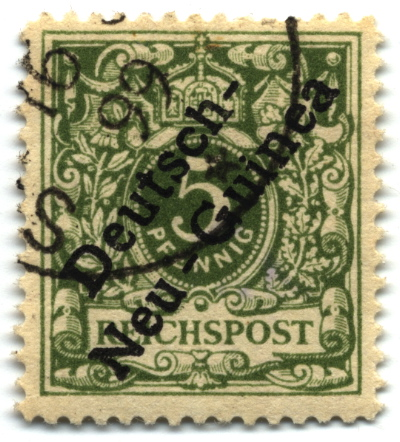
Почтовая марка Германии с надпечаткой для использования на Новой Гвинее, 1897(Sc #2)

В Германской Новой Гвинее, на архипелаге Бисмарка и на Северных Соломоновых островах первые немецкие почтовые отделения были открыты в 1888 году. Они употребляли некоторые почтовые марки Германской империи, выпущенные в период с 1875 по 1887 год, а именно серии типов «номинал в овале» и «имперский орёл». Эти марки гасились на почтовых отправлениях круглым календарным штемпелем с названием города в верхней части и пятиконечной звездой в нижней части. Через несколько лет посередине календарного штемпеля появилась надпись «DEUTSCH- / NEU-GUINEA» («Германская / Новая Гвинея»), причём на нём можно встретить две или три звезды.
В 1897 и 1898 годах на шести почтовых марках Германии впервые были сделаны надпечатки, где название колонии было напечатано по диагонали в два ряда. Лишь в 1901 году были выпущены первые марки с оригинальной надписью названия колонии. Это была немецкая колониальная серия «Яхта „Гогенцоллерн“» с изображением одноимённого имперского судна.

### Австралийская оккупация
В сентябре 1914 года, когда в Европе началась Первая мировая война, австралийские войска вторглись в Германскую Новую Гвинею. В октябре и декабре 1914 года на оставшихся запасах немецких колониальных марок были сделаны надпечатки двух надписей. В верхней строке было указано: «G. R. I.» («Georgius Rex Imperator» — «Георг, король и император»). На второй строке был обозначен новый номинал в мелких единицах — производных австралийского фунта: пенсах («d.») и шиллингах («s.»).
В том же году на Науру был обнаружен запас почтовых марок германских Маршалловых островов, несмотря на то, что германским почтовикам было приказано уничтожить их. Обнаруженные марки были пересланы на Новую Гвинею, где на них были сделаны надпечатки, аналогичные надпечаткам на марках Германской Новой Гвинеи. Продажа их началась в декабре 1914 года.

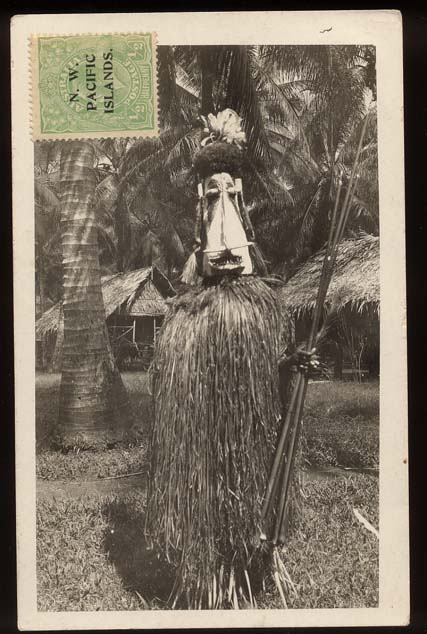
Открытка с фотографией местного танцора с островов Виту (ок. 1914—1918) и наклеенной маркой Австралии с надпечаткой «N. W. PACIFIC ISLANDS» 1919(Sc #39) или 1918 года(Sc #40)

С января 1915 года до 1925 года на Новой Гвинее и Науру использовались почтовые марки Австралии с надпечаткой «N. W. PACIFIC ISLANDS» («Северо-Западные тихоокеанские острова»). Это были марки из серии «Кенгуру и карта» (англ. «Kangaroo and Map») и с изображением Георга V.

### Австралийский мандат
23 января 1925 года австралийская администрация, управлявшая Территорией Новая Гвинея по мандату Лиги Наций, выпустила первую серию почтовых марок для этой административной единицы с изображением хижин туземной деревни. В июне 1931 года в связи с первой перевозкой почты самолётом на части тиража марок этой серии была сделана надпечатка изображения самолёта и текста «AIR MAIL» («Авиапочта»).
2 августа того же года на смену рисунку с хижинами пришла серия с изображением национального символа территории — Реггиановой райской птицы и с датами «1921 / 1931», которая была напечатана в ознаменование десятой годовщины мандата Австралии. В тот же день в продаже появилась серия с надпечатками авиапочты. 30 июня 1932 года эти марки были переизданы с несколько изменённым рисунком — без указания памятных дат. Позднее для двух марок высоких номиналов (в 2 и 5 австралийских фунтов) был разработан новый рисунок — самолёт, летящий над рекой Булоло (месторождение золота, где с 1932 года велась добыча). Обе марки поступили в обращение 1 мая 1935 года.
События, связанные с британской королевской семьёй навеяли сюжеты двух последующих омнибусных выпусков, осуществлённых одновременно с территориями Науру и Папуа. В мае 1935 года на двух почтовых марках номиналами в 1 и 2 пенса из серии «Райская птица» («Raggiana Bird of Paradise») были сделаны надпечатки в честь серебряного юбилея короля Георга V. В 1936 году в ознаменование коронации короля Георга V увидел свет выпуск, общий для указанных трёх территорий. Это были четыре почтовые марки Новой Гвинеи с изображением профиля короля, выгравированного Фрэнком Мэнли (Frank Manley) по фотографии Бертрама Парка (Bertram Park).
1 марта 1939 года в обращение вышла новая серия авиапочтовых марок («AIRMAIL POSTAGE») с рисунком марок 1935 года, запечатлившим месторождение золота в районе Булоло.

### Японское вторжение
После нападения японцев на Рабаул на Новой Британии в январе 1942 года и оккупации остальной территории новогвинейское гражданское управление было быстро распущено. Однако на филателистическом рынке известны некоторые марки Новой Гвинеи с фальшивой надпечаткой, имитирующей японскую надпечатку на почтовых марках оккупированной Голландской Ост-Индии.

## Территория Папуа
За всю историю существования этой территории для неё было издано 123 оригинальных почтовых марки и 54 служебных. На этих марках в различное время использовались надписи «British New Guinea» («Британская Новая Гвинея») и «Postage» («Почтовый сбор») или надпечатки «Papua» («Папуа») и «O. S.» («Official Stamp» — «Служебная марка»).

### Британская Новая Гвинея
Англичане контролировали юго-восток острова Новая Гвинея с конца 1884 года. Управление колонией осуществлялось из Квинсленда, почтовые марки которого с изображением королевы Виктории использовались в Британской Новой Гвинее с 1885 по 1901 год. На применявшихся в колонии календарных штемпелях стояла аббревиатура «B. N. G.» (то есть «British New Guinea» — «Британская Новая Гвинея»).
1 июля 1901 года вышла серия марок с названием колонии («BRITISH NEW GUINEA» — «Британская Новая Гвинея»), напечатанным на них способом глубокой печати фирмой De La Rue в Лондоне. Посередине марок была выгравирована фотография, сделанная капитаном Бартоном, секретарём наместника. На фотографии снят местный тип судна, лакатои (lakatoi) с клешнеобразными парусами, изготовленными из листьев пандануса, на фоне деревни Хануабада, неподалёку от Порт-Морсби.

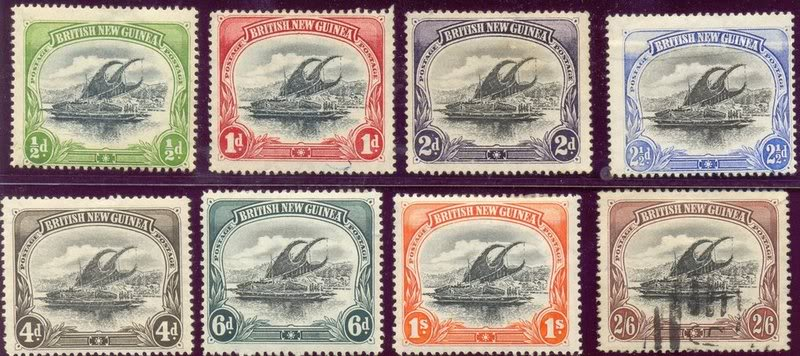
Серия почтовых марок Британской Новой Гвинеи «Лакатои», 1901 (Sc #1—8)

### Территория Папуа
В 1902 году Британская Новая Гвинея перешла под управление Австралийского союза. В 1906 году новое административное подчинение было законодательно оформлено Законом Великобритании о Папуа (Papua Act), которым также вводилось новое название для этого колониального образования — Территория Папуа (Territory of Papua). На нераспроданных запасах марок «Лакатои» была сделана надпечатка текста «PAPUA» («Папуа»). В 1906 году они вышли в обращение в Порт-Морсби, а в мае 1907 года — в Брисбене. В основе этого выпуска лежала не политическая необходимость, а скорее стремление получить доход от продажи марок филателистам.

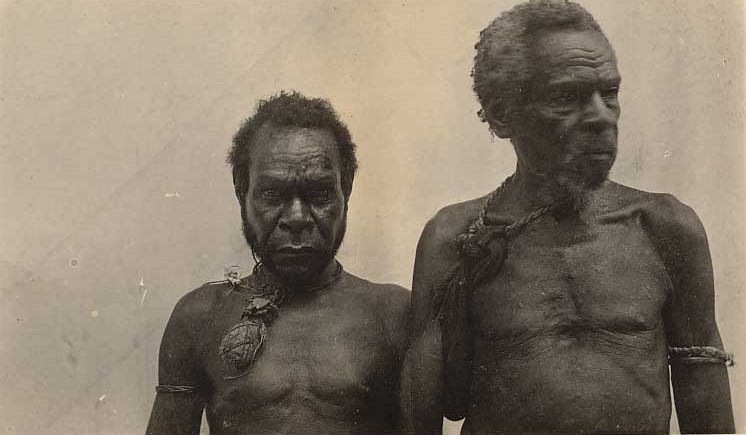
Открытка с фотографией каннибалов из Территории Папуа (1910)

В ноябре 1907 года рисунок «Лакатои» появился на почтовых марках с оригинальным названием «PAPUA», отпечатанных типографским способом в той же типографии, что и марки Австралии, в Мельбурне. Рисунок оставался тем же до 1932 года; единственными изменениями были вариации в номинале (при смене почтовых тарифов в 1912, 1921 и 1924 годах) и в цвете. При этом единственным изменением, к которому отрицательно отнеслась общественность, стал одноцветный выпуск 1911 года. К двухцветному рисунку снова вернулись в 1915 году; на запасах одноцветных марок была сделана надпечатка номинала в один пенни, и они были в основном распроданы коллекционерам.
В 1929 году по маршруту Австралия — Порт-Морсби, а также в некоторые другие отдалённые места колонии, такие как полицейский участок в Оровилле (Oroville) на реке Флай, состоялись первые авиарейсы, которыми был перевезён некоторый объём почты. Для этого вида почты на трёх почтовых марках типа «Лакатои» была сделана надпечатка текста «AIR MAIL» («Авиапочта») или самолёта.
Надпечатки 1929—1931 годов помогли увеличить в 2,5 раза объёмы продаж почтовых марок Папуа, прежде всего благодаря коллекционерам.

### Предвоенные годы
В 1932 году, чтобы увеличить доходы колонии, руководитель администрации Хьюберт Муррей (Hubert Murray) отдал распоряжение о выпуске новой серии почтовых марок, сюжеты которых были выбраны на основании проектов и фотографий, предложенных чиновниками колониальной администрации. Были созданы пять одноцветных марок по рисункам Э. Уайтхауса (E. Whitehouse). Заключённые в орнамент работы Ф. Уильямса (F. E. Williams), два рисунка Уильямса и девять фотографий Уильямса и Альфреда Гибсона (Alfred Gibson) легли в основу одиннадцати двухцветных марок. На 16 почтовых марках были помещены сюжеты, отображавшие культуру коренного населения Папуа: парусная лодка «лакатои», жители Папуа в традиционных одеяниях, жилища и две установленные персоны — Стив, сын Оаки, в церемониальном одеянии, впоследствии госслужащий, и старшина Симои (Sergent-Major Simoi), полицейский. Серия была напечатана металлографским способом в Мельбурне и вышла в обращение 14 ноября 1932 года. Продажа марок этой серии принесла казне свыше 10 тыс. фунтов стерлингов в 1932—1933 финансовом году, что было в пять раз больше чем в 1929—1930 финансовом году, последнем, когда не выпускались новые марки.
6 ноября 1934 года пятидесятилетие объявления британского протектората было отмечено изданием четырёх памятных марок по рисункам Фрэнка Мэнли, гравёром которых был Эдвард Броуд (Edward Broad). На них были запечатлены два события, случившиеся 6 июня 1884 года: поднятие флага Великобритании над Порт-Морсби и встреча капитана Эрскина (Erskine) с корабля «Нельсон» (HMS Nelson) и нескольких вождей Новой Гвинеи.
Как и в случае с территориями Науру и Новая Гвинея, события из жизни британской королевской семьи стали поводом для двух омнибусных почтовых выпусков Папуа. В июле 1935 года были переизданы четыре почтовые марки с надпечаткой «HIS MAJESTY’S JUBILEE / 1910 1935» («Юбилей Его Величества / 1910 1935») в ознаменование 25-летия правления Георга V. По случаю коронации Георга VI в 1937 году здесь были выпущены пять марок с его профилем (фотография Б. Парка, гравюра Ф. Мэнли) (SG #154—157)
Многие переизданные в 1935 году почтовые марки, но без надпечаток, хранились в Мельбурне. В конце концов, их пустили в продажу в мае 1938 года в шести почтамтах в Австралии для коллекционеров, которые готовили памятные почтовые отправления для первого регулярного авиарейса по маршруту Новая Гвинея — Австралия.
Новый юбилей в колонии — 50-летие владения Великобритании Британской Новой Гвинеей — был отмечен почтовым выпуском 5 сентября 1938 года. Он включал пять авиапочтовых марок с видом Порт-Морсби  (SG #158—162). 6 сентября 1939 года появилась новая авиапочтовая серия по рисунку Эдварда Броуда, который изобразил двух жителей Папуа на плотах, над которыми пролетает самолёт.

### Вторая мировая война
В ходе военных действий Второй мировой войны на Тихом океане, Японией были оккупированы Западная Новая Гвинея на западе острова и Территории Новая Гвинея на севере, что привело также к приостановке деятельности гражданской администрации на Папуа 12 февраля 1942 года. Даже если почта австралийской армии вначале и употребляла почтовые марки Папуа, она быстро вернулась к использованию марок Австралии. Прекращение работы гражданской почты лишило смысла переиздание почтовых марок 1932 года и выпуск в январе 1941 года авиапочтовой марки номиналом в 1 шиллинг 6 пенсов, отвечающим тарифу пересылки письма в Англию.

## Территория Папуа — Новая Гвинея
По окончании Второй мировой войны в 1945 году и до 1 марта 1953 года на территориях Новой Гвинеи и Папуа в почтовом обращении были марки Австралии.
Для объединённой в 1949 году новой территории позднее, 30 октября 1952 года, была выпущена новая серия почтовых марок на местную тематику и с надписью «Territory of Papua and New Guinea» («Территория Папуа — Новая Гвинея»). Эта серия дополнялась вплоть до 1960 года.

Марка Территории Папуа — Новая Гвинея с сюжетной ошибкой, 5 центов, 1969 (Sc #284)

С 1961 года стали выходить памятные марки территории. Помимо местной культуры, экономики, флоры и фауны, сюжеты почтовых марок отражали события постепенного нарастания политической автономии, предоставлявшейся этой территории: создание Законодательного совета (Legislative Council) в 1961 году, участие территории в политических событиях и спортивных мероприятиях Океании и Содружества наций. Начиная с 1960-х годов, при осуществлении почтовых эмиссий с государственной типографией Австралии стали конкурировать европейские печатные компании, такие как Courvoisier и Enshedé. Courvoisier впервые изготовила марки территории, выполненные способом гелиогравюры.
За период с 1952 по 1963 год было выпущено 55 оригинальных почтовых марок и 13 доплатных, на которых употреблялись надписи: «Papua and New Guinea» («Папуа и Новая Гвинея») и «Postage» («Почтовый сбор»). Доплатные марки печатались в 1960 году; в 1966 году их применение было прекращено.
В 1969 году в рисунок одной из марок территории  (Sc #284) вкралась ошибка: у изображённой на миниатюре спортивной яхты не было руля и штурвала.
26 января 1972 года на марках одновременно с изображением нового флага и герба территории появилось и новое название страны «Papua New Guinea» («Папуа Новая Гвинея»)  (SG #212—213).
На серии из пяти марок, эмитированной 21 апреля 1975 года, представлены монеты для новой валюты государства — кина и тоэа. В августе появились четыре марки, посвящённые пятым Южнотихоокеанским играм на Гуаме, которые стали последними, выпущенными до провозглашения независимости.

## Независимость. Тематика
Независимость Папуа — Новой Гвинеи была провозглашена 16 сентября 1975 года, и к этой дате были изготовлены две марки с картой и флагом нового государства  (Sc #423—424), а также первый почтовый блок  (Sc #424a). С тех пор страна выпускает собственные почтовые марки и блоки. Тематика современных марок характеризуется достаточным разнообразием и включает традиционные сцены из жизни местного населения, события из жизни английского королевского дома, флору, фауну, транспорт, спорт и другие популярные темы.

## Сводные данные
Ниже в таблице приведены сводные данные о почтовых марках, находившихся в обращении на Папуа — Новой Гвинее в течение филателистической истории этого острова, с учётом названия страны и обозначения валюты, указанных на марках.
| Территория / государство | Годы обращения                                                         | Использовались марки (государство, надпись)                            |
| ------------------------ | ---------------------------------------------------------------------- | ---------------------------------------------------------------------- |
| Новая Гвинея             | Германской Новой Гвинеи, затем Новой Гвинеи                            | Германской Новой Гвинеи, затем Новой Гвинеи                            |
| Новая Гвинея             | Номиналы в марках Новой Гвинеи и пфеннигах                             |                                                                        |
| Новая Гвинея             | 1888—1897                                                              | Германской империи Deutsche Reichspost                                 |
| Новая Гвинея             | 1897—1901                                                              | Deutsche Reichspost Deutsch — Neu — Guinea                             |
| Новая Гвинея             | 1901—1914                                                              | Deutsch — Neu — Guinea                                                 |
| Новая Гвинея             | Номиналы в австралийских шиллингах и пенсах                            |                                                                        |
| Новая Гвинея             | Октябрь 1914                                                           | Deutsch — Neu — Guinea G. R. I.                                        |
| Новая Гвинея             | Декабрь 1914                                                           | Marshall—Inseln G. R. I.                                               |
| Новая Гвинея             | Номиналы в новогвинейских фунтах, шиллингах и пенсах                   |                                                                        |
| Новая Гвинея             | 1915—1925                                                              | Australia N. W. Pacific Islands                                        |
| Новая Гвинея             | 1925—1942                                                              | Territory of New Guinea                                                |
| Папуа                    | Британской Новой Гвинеи, затем Папуа                                   | Британской Новой Гвинеи, затем Папуа                                   |
| Папуа                    | Номиналы в фунтах, шиллингах и пенсах                                  |                                                                        |
| Папуа                    | 1885—1901                                                              | марки Квинсленда Queensland                                            |
| Папуа                    | 1901—1906                                                              | British New Guinea                                                     |
| Папуа                    | 1906—1907                                                              | British New Guinea Papua                                               |
| Папуа                    | 1907—1910                                                              | Papua                                                                  |
| Папуа                    | Номиналы в австралийских фунтах, шиллингах и пенсах                    |                                                                        |
| Папуа                    | 1910—1942                                                              | Papua                                                                  |
| Папуа — Новая Гвинея     | Папуа — Новой Гвинеи                                                   | Папуа — Новой Гвинеи                                                   |
| Папуа — Новая Гвинея     | Номиналы в австралийских фунтах, шиллингах и пенсах                    |                                                                        |
| Папуа — Новая Гвинея     | 1945—1953                                                              | марки Австралии Australia                                              |
| Папуа — Новая Гвинея     | 1953—1965                                                              | Papua and New Guinea или Papua & New Guinea                            |
| Папуа — Новая Гвинея     | Номиналы в австралийских долларах и центах                             |                                                                        |
| Папуа — Новая Гвинея     | 1966—1971                                                              | Papua and New Guinea или Papua & New Guinea                            |
| Папуа — Новая Гвинея     | 1972—1975                                                              | Papua New Guinea                                                       |
| Папуа — Новая Гвинея     | Номиналы в кина и тоэа                                                 |                                                                        |
| Папуа — Новая Гвинея     | 1975—                                                                  | Papua New Guinea                                                       |
| Пояснения                |                                                                        |                                                                        |
| курсивом перечёркнуто    | оригинальное обозначение страны на марках надпись изменена надпечаткой | оригинальное обозначение страны на марках надпись изменена надпечаткой |